# Laurentino Cortizo

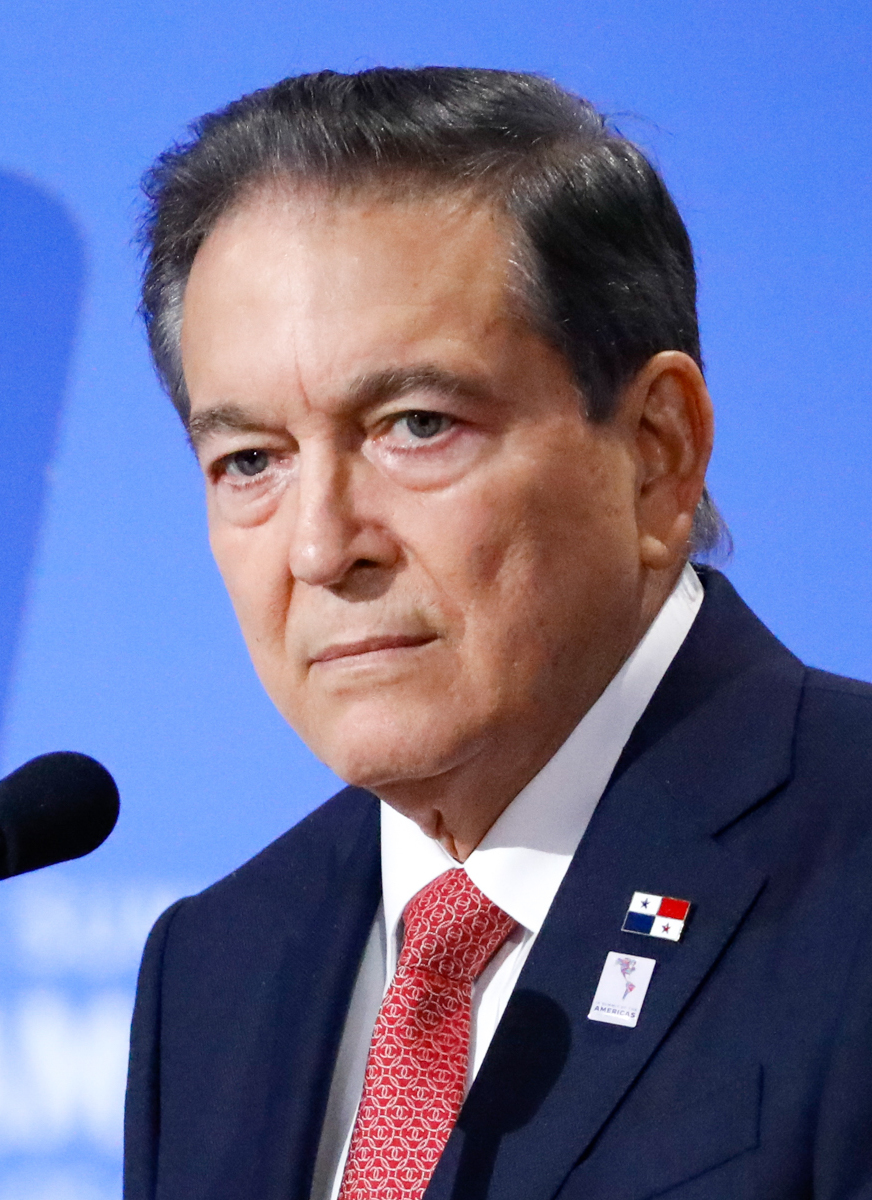
Laurentino Cortizo (2022)

Laurentino Cortizo (* 30. Januar 1953 in Panama-Stadt) ist ein panamaischer Politiker. Er gewann die Präsidentschaftswahl 2019 und war vom 1. Juli 2019 bis zum 1. Juli 2024 Präsident von Panama. Sein Vorgänger in diesem Amt war Juan Carlos Varela, sein Nachfolger José Raúl Mulino.

## Leben
Cortizo wurde in Panama-Stadt als Sohn von Laurentino Cortizo, einem Einwanderer aus Galicien (Spanien), und Esther Cohen de Cortizo geboren. Er studierte an den Militärhochschulen Valley Forge (Pennsylvania, USA) und Norwich University (Vermont, USA). Er erwarb seinen Master und Doktor in Betriebswirtschaft und Internationalem Handel in Austin, Texas (USA). Anschließend arbeitete er für die Organisation Amerikanischer Staaten in Washington. Er kehrte 1985 nach Panama zurück.
Cortizo ist verheiratet und hat zwei Kinder.

## Politische Laufbahn
Von 1994 bis 2004 war Cortizo Abgeordneter im Parlament (Nationalversammlung). 2004 trat er dem als sozialdemokratisch geltenden Partido Revolucionario Democrático (PRD) bei. Der Präsident Martín Torrijos ernannte ihn 2004 zum Minister für landwirtschaftliche Entwicklung. Aus Protest gegen Bedingungen, die die USA als Grundlage für ein Freihandelsabkommen stellten, trat er 2006 vom Amt zurück.
2008 trat er erfolglos bei den Vorwahlen zur Präsidentschaft an. Für die Präsidentschaftswahlen 2019 wurde er zum Kandidaten der PRD gewählt. Er siegte bei der Präsidentschaftswahl 2019 mit rund 31 % der Stimmen vor dem ehemaligen Außenminister Rómulo Roux. Cortizo kündigte an, sich insbesondere dem Kampf gegen die Korruption zu widmen.
Zur Präsidentschaftswahl 2024 kann er aufgrund verfassungsrechtlicher Beschränkungen, die zwei aufeinanderfolgende Präsidentschaften verbieten, nicht mehr antreten.